# 勒比松德卡杜安
勒比松德卡杜安（法語：Le Buisson-de-Cadouin，法語發音：[lə bɥisɔ̃ də kadwɛ̃]），法国西南部市镇，位于新阿基坦大区多尔多涅省，隶属于贝尔热拉克区，其市镇面积为50.37平方公里，2022年1月1日时人口数量为1,954人，在法国城市中排名第5,517位。
勒比松德卡杜安位于多尔多涅省南部，多尔多涅河左岸，是一个区域性的中心市镇，勒比松火车站位于其境内。

## 地名来源
“Buisson”一名在法语中意为“灌木丛”，该词来源于拉丁语“buxum”，其对应的奥克语形式为“Boisson”。勒比松原为一个村落，隶属于卡邦，1863年建成的火车站以其命名，该站后成为一个区域性的铁路枢纽，当地官方为扩大影响力，将市镇名称与火车站名称进行了统一。
“Cadouin”一名的来源则尚有待考证。

## 历史

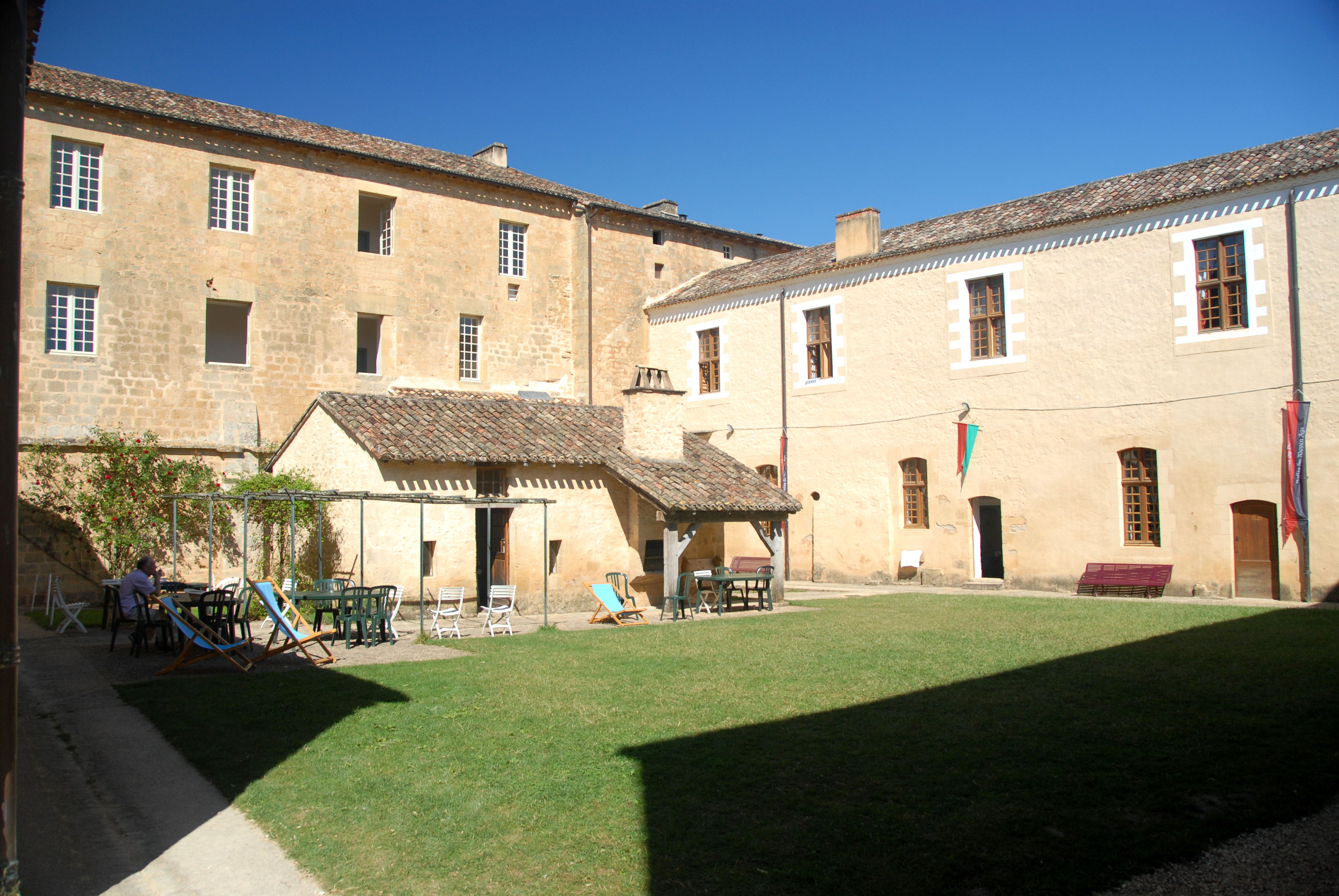
卡杜安修道院

勒比松德卡杜安成立于1974年1月1日，由卡杜安、勒比松-屈萨克（Le Buisson-Cussac）、帕莱拉克和于尔瓦勒四个市镇合并而成，其中勒比松-屈萨克为政府驻地。1989年，于尔瓦勒再次分出成为独立市镇。
卡杜安始建于中世纪中后期，其聚落起源于1115年建成的同名修道院，该修道院后成为熙笃会的一个活动中心，并得到法兰西王国皇室的支持，路易十一曾于1482年为该修道院捐赠了四千镑。16世纪后，当地的宗教活动中心逐渐转移至佩里戈尔的首府佩里格地区。
勒比松-屈萨克成立于1960年，由勒比松（Le Buisson）和屈萨克两个市镇合并而成，其中勒比松在1893年以前名为“卡邦”（Cabans）。
帕莱拉克于公元14世纪形成聚落，历史上长期为一处普通农业村庄，法国大革命后成为市镇。

## 地理

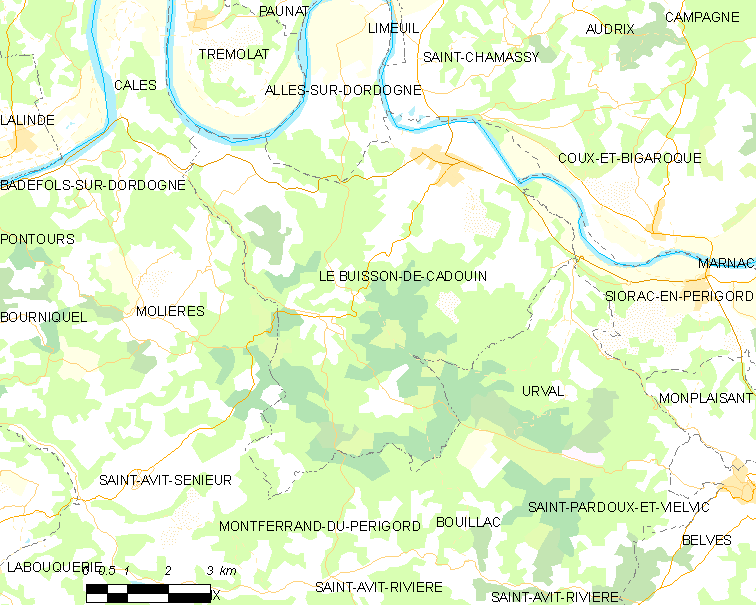
勒比松德卡杜安市镇范围地图

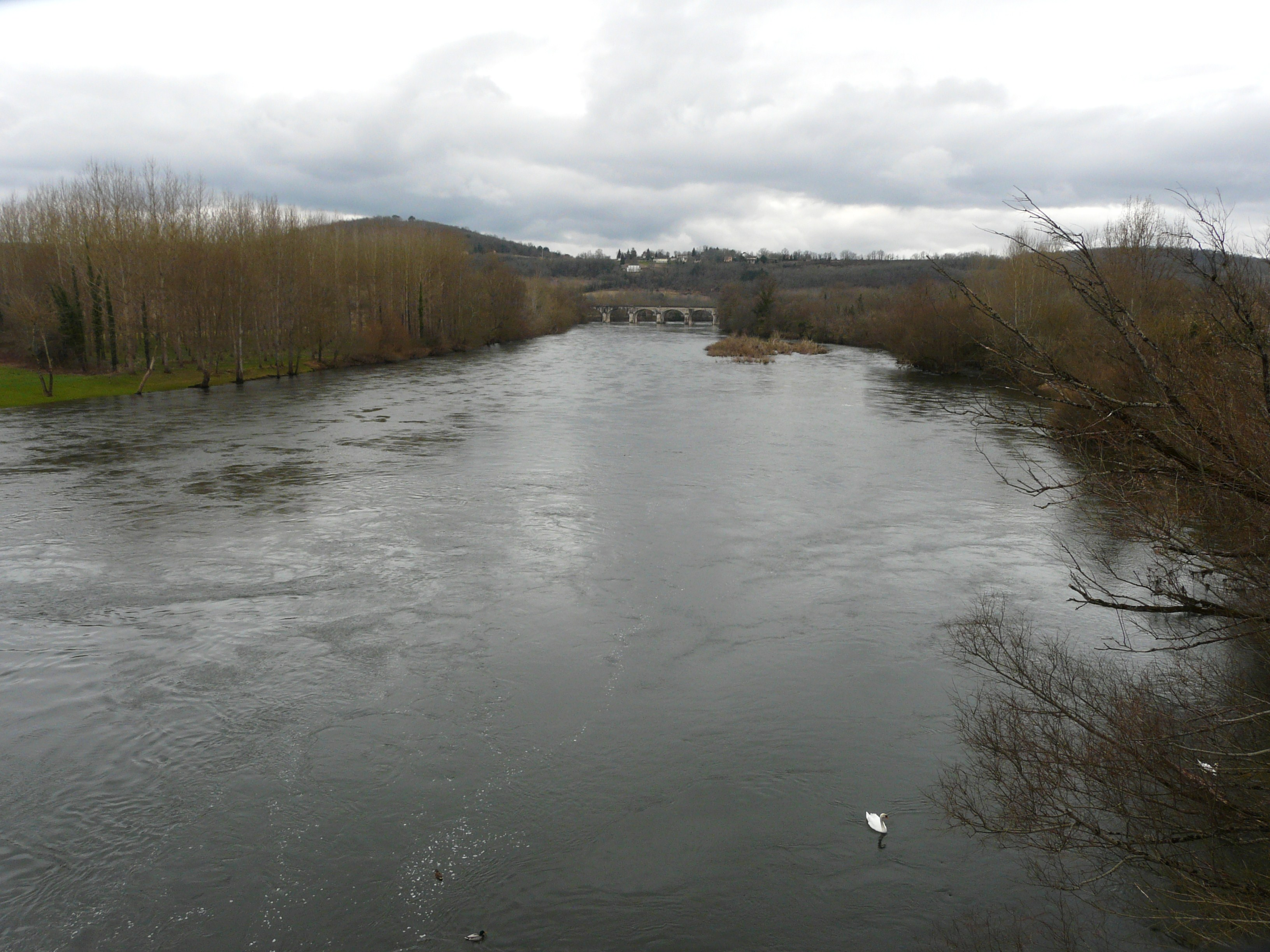
流经勒比松德卡杜安的多尔多涅河

勒比松德卡杜安位于法国西南部，新阿基坦大区中部和多尔多涅省南部，距离省会佩里格大约52公里。与勒比松德卡杜安接壤的市镇包括：多尔多涅河畔阿勒、蒙费朗迪佩里戈尔、布亚克、卡莱斯、库克斯和比加罗克-穆藏斯、莫利耶尔、圣沙马西、佩里戈尔地区锡奥拉克、于尔瓦勒、圣阿维塞尼约尔、特雷莫拉。

### 地形
勒比松德卡杜安位于佩里戈尔丘陵腹地，境内以浅丘为主，市镇中心地势较为平坦，南侧为丘陵，全境海拔在43到248米之间。

### 水文
勒比松德卡杜安位于加龙河流域，多尔多涅河干流自东向西流经境内北部，其左岸支流加斯图兹河（La Gastouze）流经市区。

### 植被
勒比松德卡杜安属于温带阔叶混交林区，林地主要分布于河流附近及山坡地区。
在鲜花城市的评比中，勒比松德卡杜安被评为1星级鲜花城市。

### 气候
勒比松德卡杜安在柯本气候分类法中属于温带海洋性气候。
距离勒比松德卡杜安最近的常年气象站位于贝尔韦斯境内，以下为该气象站的数据（其中日照数据取自佩里格）：
| 贝尔韦斯1981年－2019年                  | 贝尔韦斯1981年－2019年 | 贝尔韦斯1981年－2019年 | 贝尔韦斯1981年－2019年 | 贝尔韦斯1981年－2019年 | 贝尔韦斯1981年－2019年 | 贝尔韦斯1981年－2019年 | 贝尔韦斯1981年－2019年 | 贝尔韦斯1981年－2019年 | 贝尔韦斯1981年－2019年 | 贝尔韦斯1981年－2019年 | 贝尔韦斯1981年－2019年 | 贝尔韦斯1981年－2019年 | 贝尔韦斯1981年－2019年 |
| 月份                                    | 1月                    | 2月                    | 3月                    | 4月                    | 5月                    | 6月                    | 7月                    | 8月                    | 9月                    | 10月                   | 11月                   | 12月                   | 全年                   |
| --------------------------------------- | ---------------------- | ---------------------- | ---------------------- | ---------------------- | ---------------------- | ---------------------- | ---------------------- | ---------------------- | ---------------------- | ---------------------- | ---------------------- | ---------------------- | ---------------------- |
| 历史最高温 °C（°F）                     | 19 (66)                | 24 (75)                | 26.3 (79.3)            | 29.4 (84.9)            | 31.9 (89.4)            | 37 (99)                | 38.7 (101.7)           | 40.5 (104.9)           | 35.5 (95.9)            | 29.6 (85.3)            | 23.5 (74.3)            | 18.4 (65.1)            | 40.5 (104.9)           |
| 平均高温 °C（°F）                       | 9.1 (48.4)             | 11.1 (52.0)            | 14.8 (58.6)            | 16.6 (61.9)            | 21.1 (70.0)            | 24 (75)                | 26.2 (79.2)            | 26.6 (79.9)            | 22.5 (72.5)            | 18.2 (64.8)            | 12.2 (54.0)            | 9.3 (48.7)             | 17.6 (63.7)            |
| 日均气温 °C（°F）                       | 5.6 (42.1)             | 6.7 (44.1)             | 9.7 (49.5)             | 11.5 (52.7)            | 15.6 (60.1)            | 18.4 (65.1)            | 20.3 (68.5)            | 20.7 (69.3)            | 17.1 (62.8)            | 13.8 (56.8)            | 8.5 (47.3)             | 6 (43)                 | 12.8 (55.0)            |
| 平均低温 °C（°F）                       | 2.1 (35.8)             | 2.4 (36.3)             | 4.6 (40.3)             | 6.4 (43.5)             | 10.1 (50.2)            | 12.8 (55.0)            | 14.5 (58.1)            | 14.7 (58.5)            | 11.7 (53.1)            | 9.4 (48.9)             | 4.9 (40.8)             | 2.7 (36.9)             | 8 (46)                 |
| 历史最低温 °C（°F）                     | −9.8 (14.4)            | −14 (7)                | −11 (12)               | −1.9 (28.6)            | 0.7 (33.3)             | 4.7 (40.5)             | 6.9 (44.4)             | 7.4 (45.3)             | 2.6 (36.7)             | −3.6 (25.5)            | −7.6 (18.3)            | −11 (12)               | −14 (7)                |
| 平均降水量 mm（）                       | 69.5 (2.74)            | 63.6 (2.50)            | 61.9 (2.44)            | 96 (3.8)               | 86.7 (3.41)            | 72.6 (2.86)            | 61.2 (2.41)            | 64.2 (2.53)            | 74 (2.9)               | 80.7 (3.18)            | 86.7 (3.41)            | 78.5 (3.09)            | 895.6 (35.26)          |
| 月均日照時數                            | 85.4                   | 111.3                  | 167.4                  | 178                    | 210.8                  | 231.7                  | 248                    | 240.2                  | 199.3                  | 136.9                  | 88.7                   | 78.2                   | 1,975.9                |
| 来源：infoclimat.fr、annuaire-mairie.fr |                        |                        |                        |                        |                        |                        |                        |                        |                        |                        |                        |                        |                        |

## 行政区划
勒比松德卡杜安是法国新阿基坦大区多尔多涅省的一个市镇，编号为24068。勒比松德卡杜安隶属于贝尔热拉克区、多尔多涅省第二选区以及拉兰德县，同时也是莱巴斯蒂德多尔多涅佩里戈尔市镇公共社区的组成部分。
法国国家统计与经济研究所（简称）在进行数据统计时，未将勒比松德卡杜安划入任何城市核心区（Unité urbaine）、城市区（Aire urbaine）以及城市辐射区（Aire d'attraction）内。此外，还将勒比松德卡杜安市镇整体看作一个“块区”（IRIS），以便于统计人口分布情况。

## 交通

### 公路
多尔多涅省省道D2线、D25线、D28线、D29线、D51线和D54线在勒比松德卡杜安境内交汇。新阿基坦大区下属的城际客运提供巴士线路，可前往周边部分市镇。
| 55 | 64 |

| 16 | 44 |

| 佩里格 | 52 |

| 卡奥尔 | 77 |

| 萨拉拉卡内达 | 36 |

| 布拉扎克 | 43 |

| 贝尔热拉克 | 38 |

| 苏亚克 | 61 |

2018年，59.3%的勒比松德卡杜安家庭拥有至少一辆私人汽车。2018年，勒比松德卡杜安境内共发生各类交通事故1起，造成1人受伤。

### 铁路

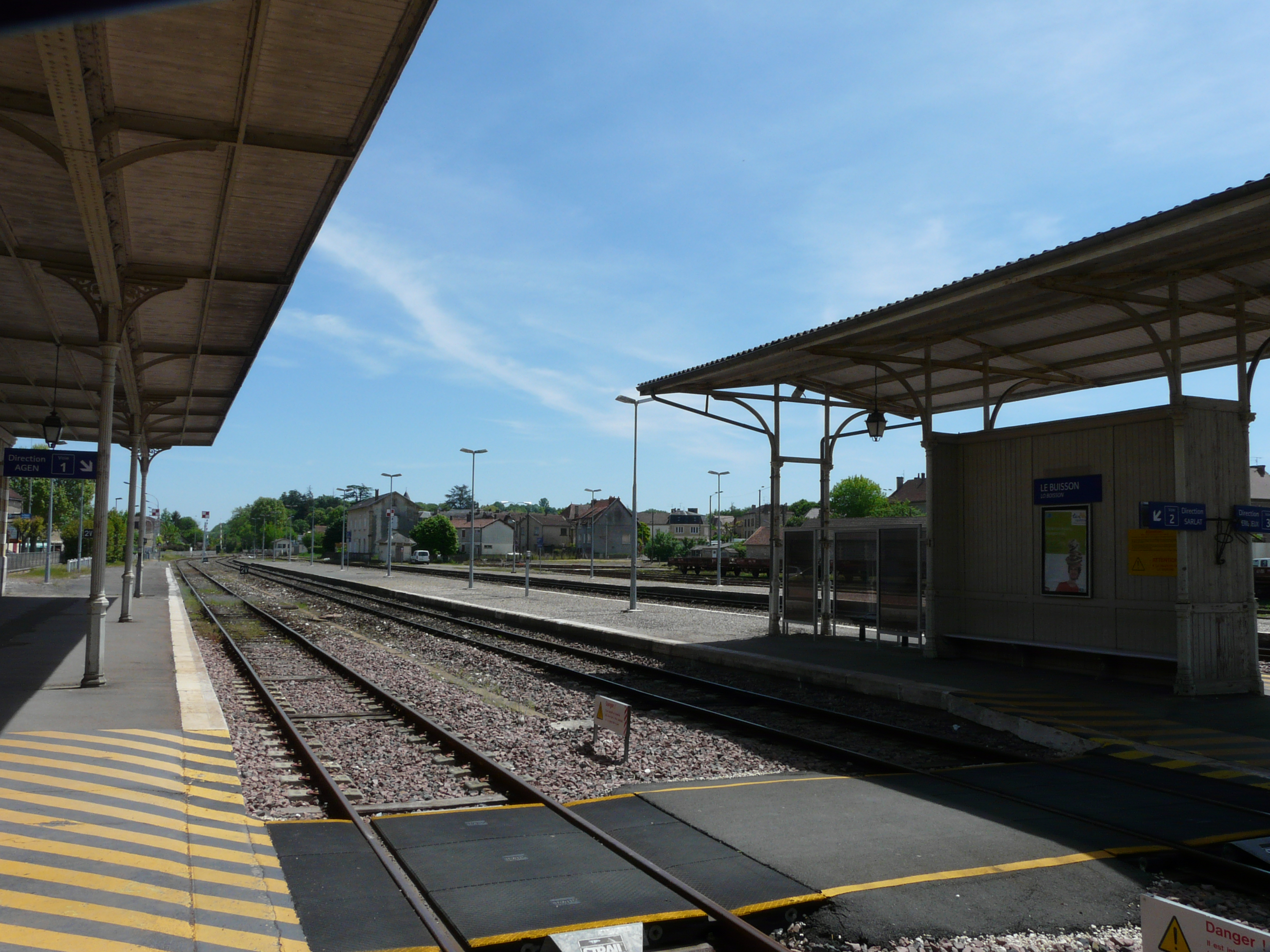
勒比松火车站内的铁路股道

勒比松德卡杜安位于尼韦尔萨克－阿让铁路和利布尔讷－勒比松铁路的交汇处。勒比松站位于镇中心，停靠前往波尔多、萨拉拉卡内达、佩里格和阿让四个方向的区域列车。

### 航空
距离勒比松德卡杜安最近的民用航空站为贝尔热拉克机场，距离勒比松德卡杜安市中心的公路里程约38公里。

### 城市公共交通
截至2022年5月，勒比松德卡杜安暂无城市公共交通系统。

## 政治

### 市政内阁

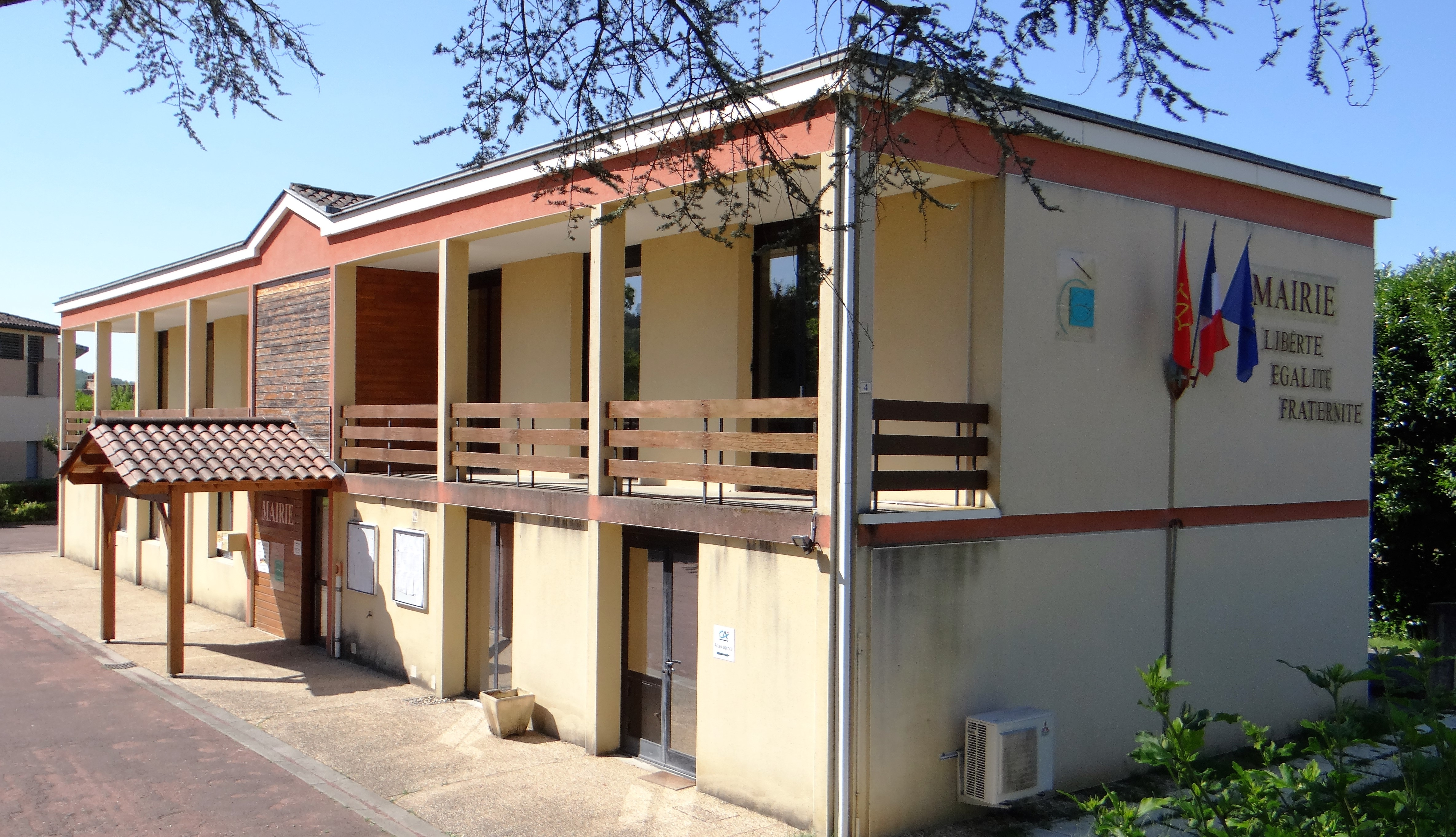
勒比松德卡杜安市政厅

勒比松德卡杜安的现任市长为玛丽-丽斯·马尔萨女士（Marie-Lise MARSAT），她是社会党的一名成员，在2020年的市政选举中获得了73.89%的支持率。
| 勒比松德卡杜安历届市长 | 勒比松德卡杜安历届市长                | 勒比松德卡杜安历届市长    |
| 任期                   | 市长                                  | 党派                      |
| ---------------------- | ------------------------------------- | ------------------------- |
| （1983年以前资料暂缺） |                                       |                           |
| 1983年－1995年         | Pierre CHAUSSADE 皮埃尔·绍萨德        | PRG左派激進黨 →無黨籍     |
| 1995年－2002年         | Bernard LUCAS 贝尔纳·吕卡             | DVD右翼无党派人士         |
| 2002年－2008年         | Françoise WOLTERS 弗朗索瓦丝·沃尔特尔 | DVG左翼无党派人士         |
| 2008年－2014年         | Mérico CHIES 梅里科·希                | 無黨籍 →PS社会党          |
| 2014年－2020年         | Jean-Marc GOUIN 让-马克·古安          | 無黨籍 →DVD右翼无党派人士 |
| 2020年－               | Marie-Lise MARSAT 玛丽-丽斯·马尔萨    | PS社会党                  |

### 各级选举
| 勒比松德卡杜安历届投票选举结果 | 勒比松德卡杜安历届投票选举结果 | 勒比松德卡杜安历届投票选举结果 | 勒比松德卡杜安历届投票选举结果 | 勒比松德卡杜安历届投票选举结果 | 勒比松德卡杜安历届投票选举结果 | 勒比松德卡杜安历届投票选举结果 | 勒比松德卡杜安历届投票选举结果 | 勒比松德卡杜安历届投票选举结果 | 勒比松德卡杜安历届投票选举结果 |
| 选举项目                       | 选举范围                       | 选区单位                       | 选举结果                       | 选举结果                       | 选举结果                       | 选举结果                       | 选举结果                       | 选举结果                       | 参考资料                       |
| 选举项目                       | 选举范围                       | 选区单位                       | 第一轮胜出者                   | 第一轮胜出者                   | 支持率                         | 第二轮胜出者                   | 第二轮胜出者                   | 支持率                         | 参考资料                       |
| ------------------------------ | ------------------------------ | ------------------------------ | ------------------------------ | ------------------------------ | ------------------------------ | ------------------------------ | ------------------------------ | ------------------------------ | ------------------------------ |
| 2017年法國總統選舉             | 法國                           | 市镇                           |                                | 让-吕克·梅朗雄                 | 25.88%                         |                                | 埃马纽埃尔·马克龙              | 68%                            | [ 18 ]                         |
| 2017年法国立法选举             | 多尔多涅省第二选区             | 市镇                           |                                | 米歇尔·代尔蓬                  | 35.6%                          |                                | 米歇尔·代尔蓬                  | 73.82%                         | [ 18 ]                         |
| 2019年欧洲议会选举             | 法國                           | 市镇                           |                                | 娜塔莉·卢瓦索                  | 22.5%                          | （不适用）                     | （不适用）                     | （不适用）                     | [ 20 ]                         |
| 2021年法国省级选举             | 多尔多涅省                     | 县                             |                                | 玛丽-丽斯·马尔萨 塞尔日·梅里尤 | 82.85%                         | （不适用）                     | （不适用）                     | （不适用）                     | [ 21 ]                         |
| 2021年法国省级选举             | 多尔多涅省                     | 市镇                           |                                | 玛丽-丽斯·马尔萨 塞尔日·梅里尤 | 77.41%                         | （不适用）                     | （不适用）                     | （不适用）                     | [ 21 ]                         |
| 2021年法国大区选举             |                                | 市镇                           |                                | 阿兰·鲁塞                      | 38.21%                         |                                | 阿兰·鲁塞                      | 51.69%                         | [ 22 ]                         |
| 2022年法国总统选举             | 法國                           | 市镇                           |                                | 让-吕克·梅朗雄                 | 23.36%                         |                                | 埃马纽埃尔·马克龙              | 51.03%                         | [ 18 ]                         |

## 人口
2018年，勒比松德卡杜安市镇人口数量为1,943，在法国排名第5,517位。其中男性891人，女性1,052人，75岁及以上人口占15.6%，外籍人口数量为330人，人口密度为39人/平方公里，当地男性居民被称为或，女性居民则被称为或。2019年，勒比松德卡杜安境内出生7人，死亡人口40人。
| 勒比松德卡杜安1901年－2019年人口变化情况       |
|                                                |
| 勒比松 勒比松德卡杜安 数据来源：Cassini、INSEE |

## 经济

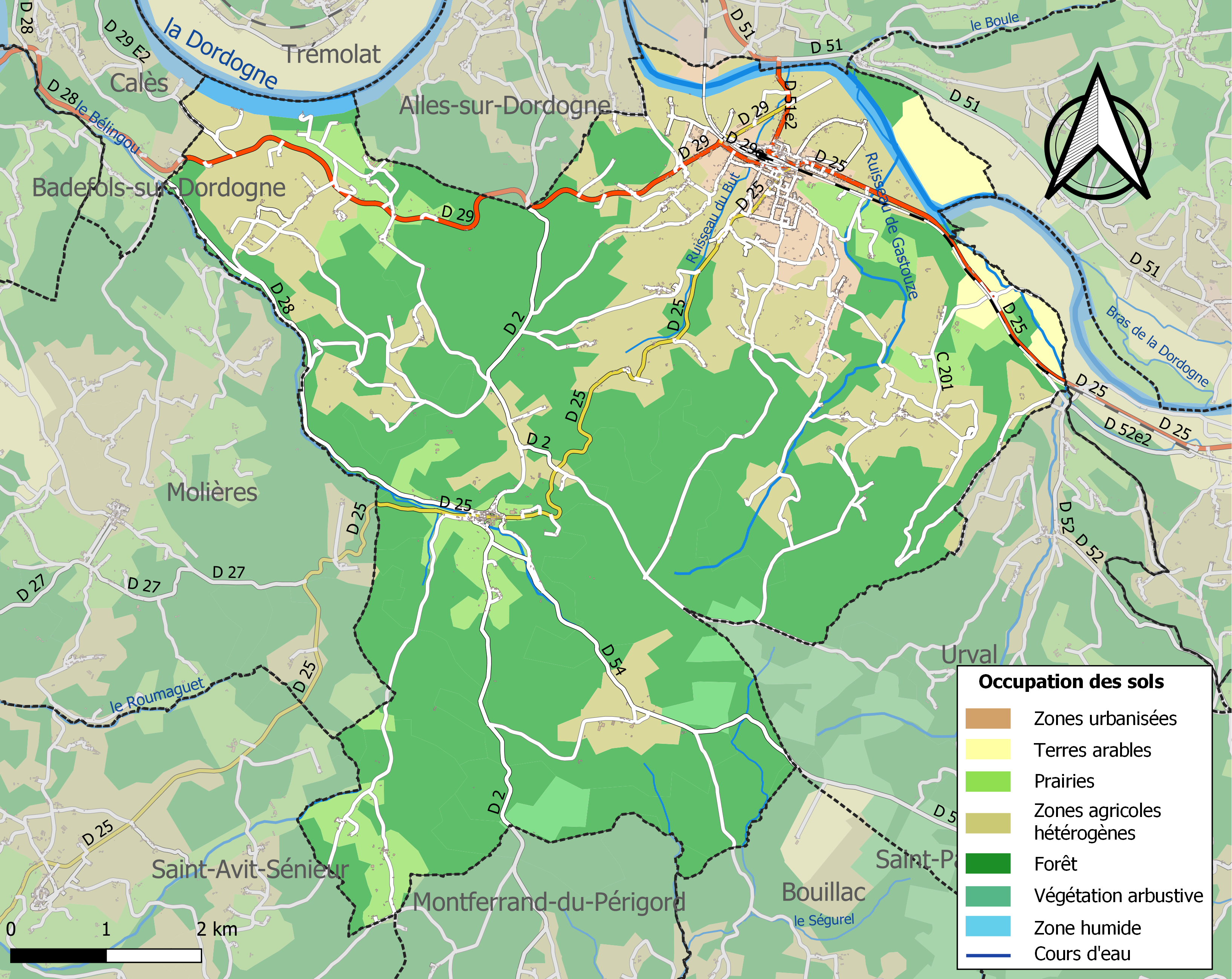
勒比松德卡杜安土地利用情况地图

勒比松德卡杜安是一个区域性的中心城市，隶属于贝尔热拉克商社（Registre du commerce et des sociétés de Bergerac）。截止2022年5月，勒比松德卡杜安市镇范围内共有各类用人单位（包含自雇）466家，平均历史为19年，其中99.59%为中小型企业（PME），2022年3月至5月间，当地的经济活力指数为0.64%。

## 财政与居民收入
2020年，勒比松德卡杜安的财政收入总额为1,631,060欧元，财政支出总额为1,588,670欧元，当年的债务总额为1,190,560欧元。2021年，勒比松德卡杜安共获得551,418欧元的国家财政补助，比上一年增加了1.18%。
2014年，勒比松德卡杜安的人均月收入总额为1,739欧元，其中高级职员为2,922欧元，低于法国平均水平（4,230欧元）；中级职员为2,026欧元，低于法国平均水平（2,411欧元）；普通职员为1,523欧元，亦低于法国平均水平（1,740欧元）。
2018年，勒比松德卡杜安境内的青壮年（15至64岁）失业率为17.8%，当地44.7%的家庭拥有纳税资格，平均纳税2,366欧元，低于法国平均水平（3,910欧元）。

## 社会事务

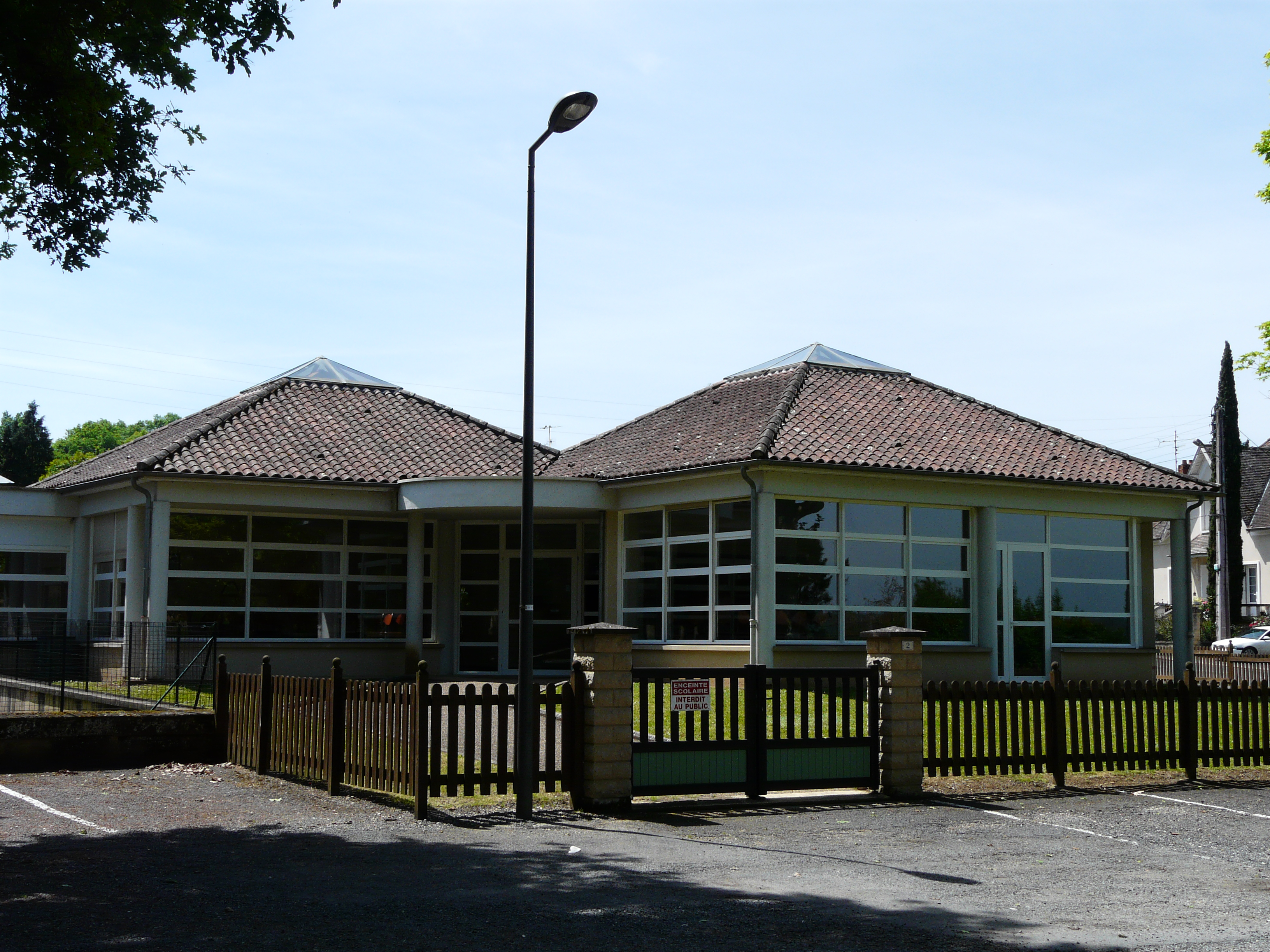
勒比松德卡杜安的一所小学

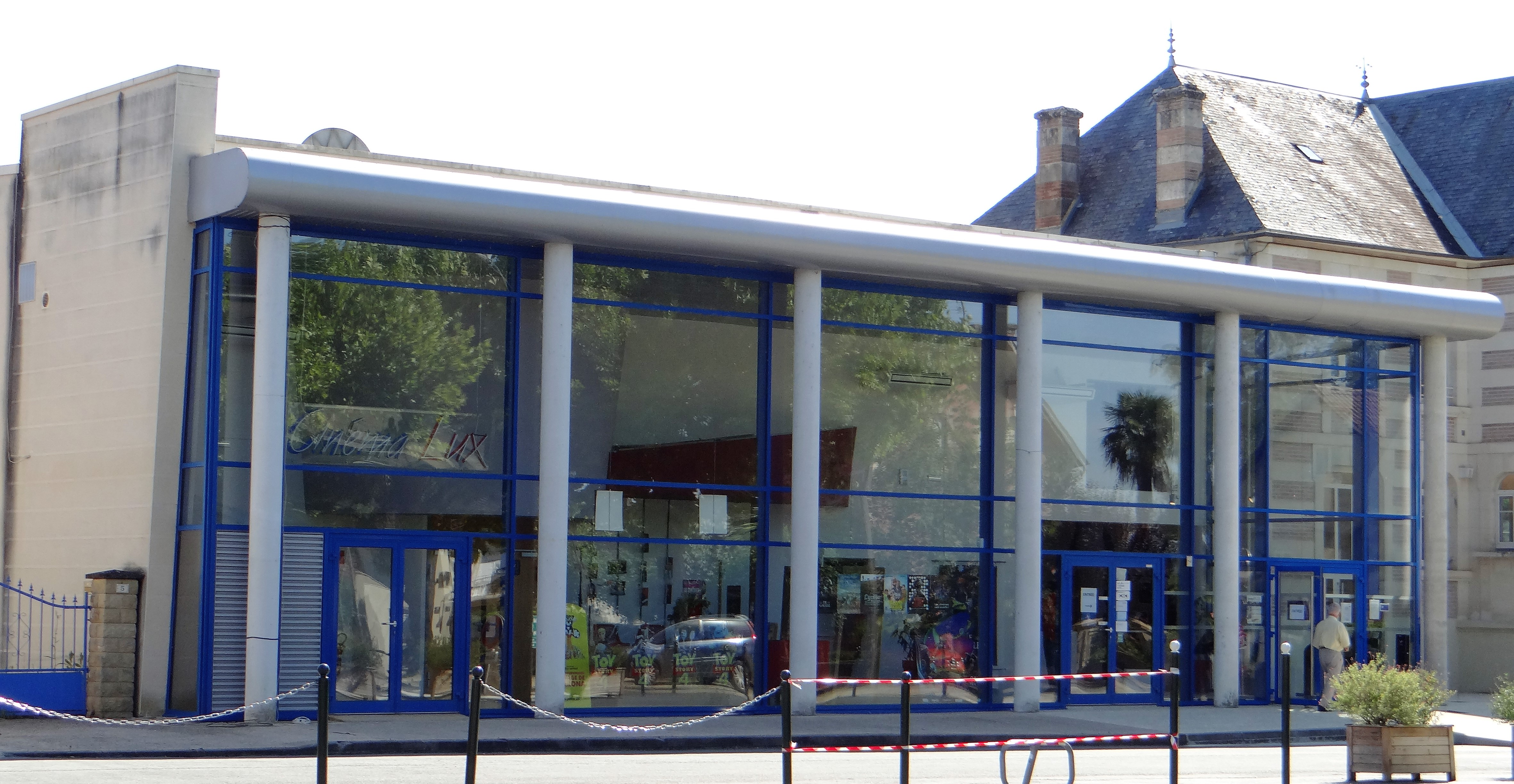
勒比松德卡杜安电影院

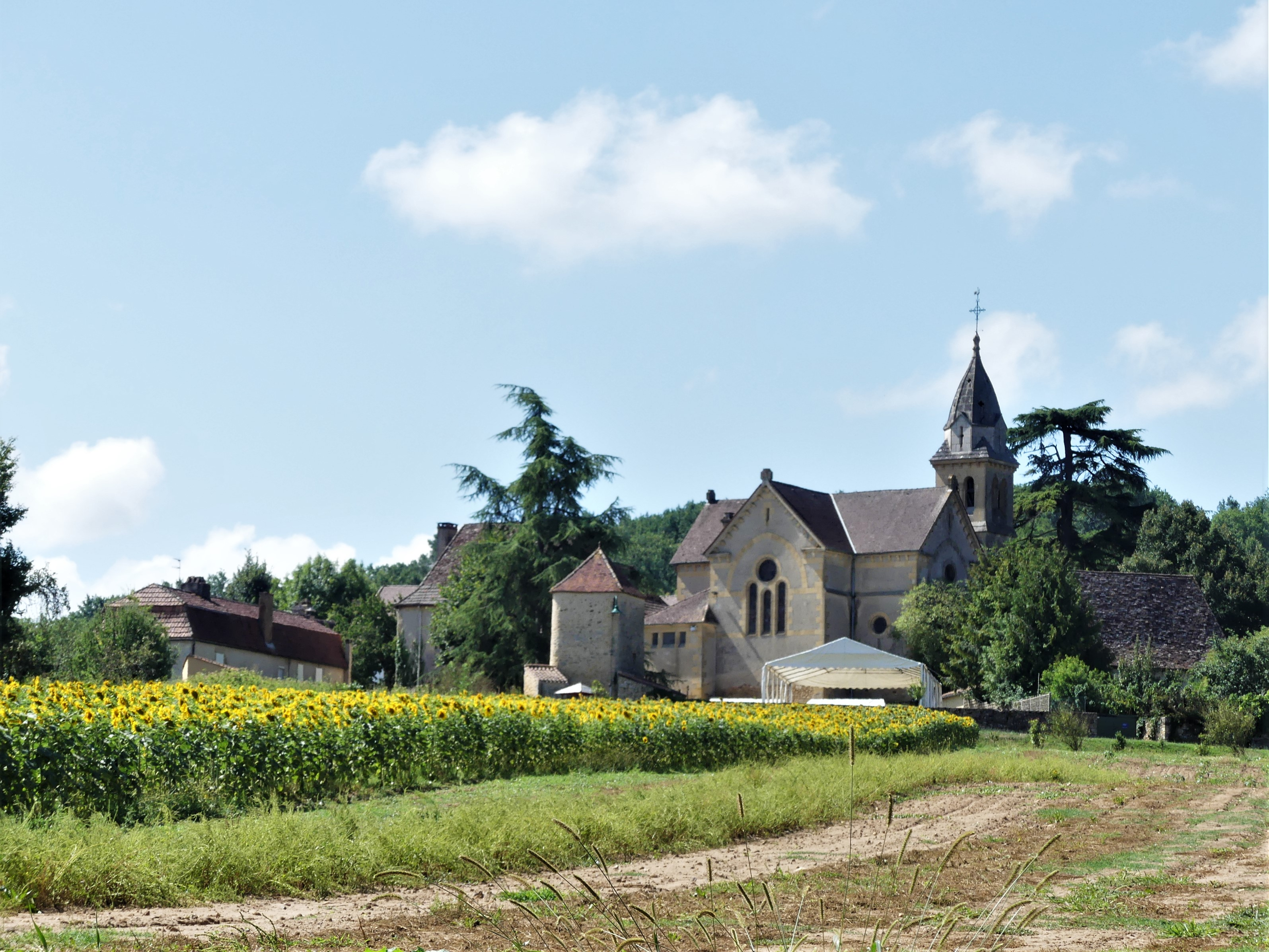
普莱拉克

### 教育
勒比松德卡杜安属于波尔多学区。截止2020年1月1日，勒比松德卡杜安境内有1所小学。

### 医疗
截止2020年1月1日，勒比松德卡杜安境内共有全科医生3名、保健师3名、牙医1名和护士6名。境内共有药房1家、养老院2家。
距离勒比松德卡杜安最近的区域性医疗机构为“让·勒克莱尔中心医院”（Centre hospitalier Jean Leclaire），其主病区位于萨拉拉卡内达市区，距离勒比松德卡杜安市区的正常车程约35分钟，该院设有床位333个，是当地规模最大的公立综合性医院。

### 住房
2018年，勒比松德卡杜安境内共有各类住房1,495套，其中91.0%为独立式居民区，8.4%为集中式居民区。常住房屋占勒比松德卡杜安市镇范围内居民建筑总量的66.2%。
在住房保障政策方面，2020年，勒比松德卡杜安境内共有128户家庭获得了住房经济补助，受益人数占总人口数量的6.6%，其中118份为房租补助。

### 商业
2019年，勒比松德卡杜安境内共有各类实体商铺93家，其中餐厅16家、杂货店1家、面包房5家、肉铺4家、书店1家、银行门店1家、美容美发店5家、汽车维修店8家。

### 体育
2020年，勒比松德卡杜安境内共有1家游泳池、3处网球场以及2处足球或橄榄球场。
截至2022年5月，勒比松德卡杜安境内暂无任何注册足球俱乐部。

### 环境
勒比松德卡杜安的环境事务由其所属的莱巴斯蒂德多尔多涅佩里戈尔市镇公共社区负责。2019年，勒比松德卡杜安境内暂无污染企业。

### 治安
勒比松德卡杜安所在地是贝尔热拉克国家宪兵队（zone gendarmerie de Bergerac）的管辖范围。2020年，该宪兵队辖区内共143个市镇累计发生各类案件1,651起，其中盗窃类案件823起，经济类案件284起，毒品交易类案件79起。

## 文化
2020年，勒比松德卡杜安境内有1家电影院。勒比松德卡杜安市政府提供多媒体中心，每周二至六向公众开放。

### 建筑
勒比松德卡杜安境内有多处历史建筑，其中法国国家文物保护单位包括圣皮埃尔埃斯利安教堂、卡杜安修道院教堂（Église abbatiale de Cadouin）等。

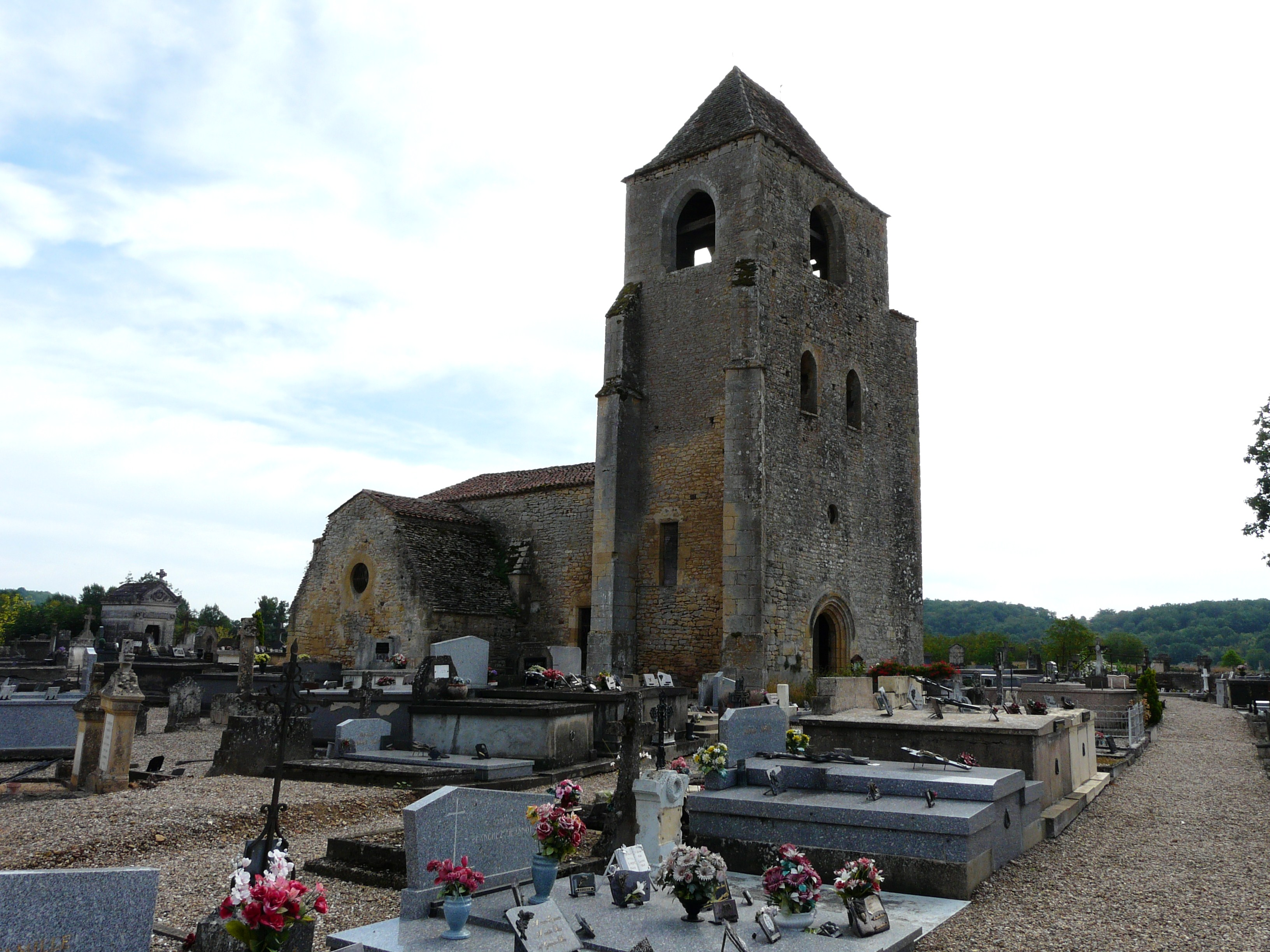
圣皮埃尔埃斯利安教堂（法语：Église Saint-Pierre-ès-Liens de Cabans）
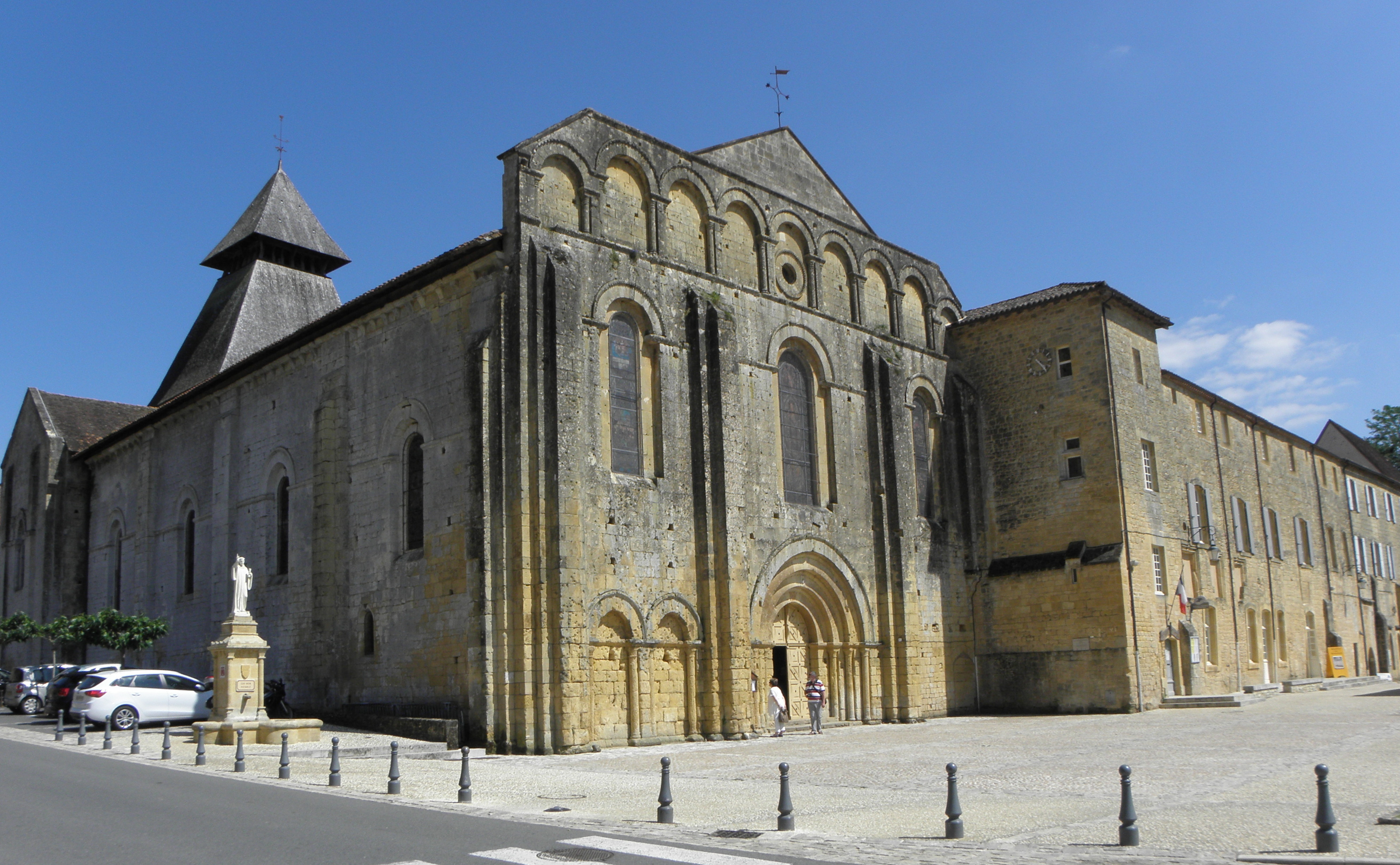
修道院教堂
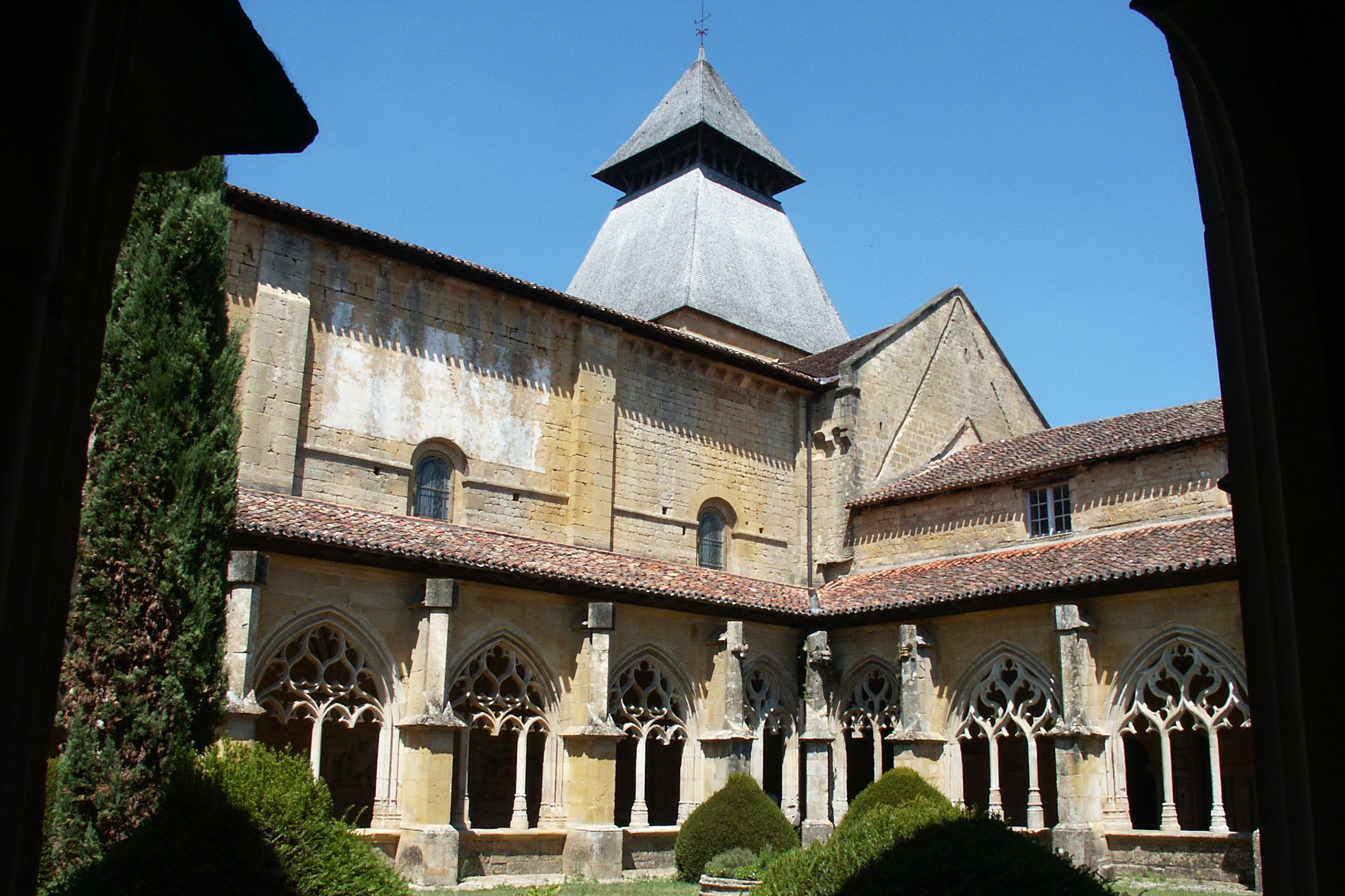
修道院教堂内庭
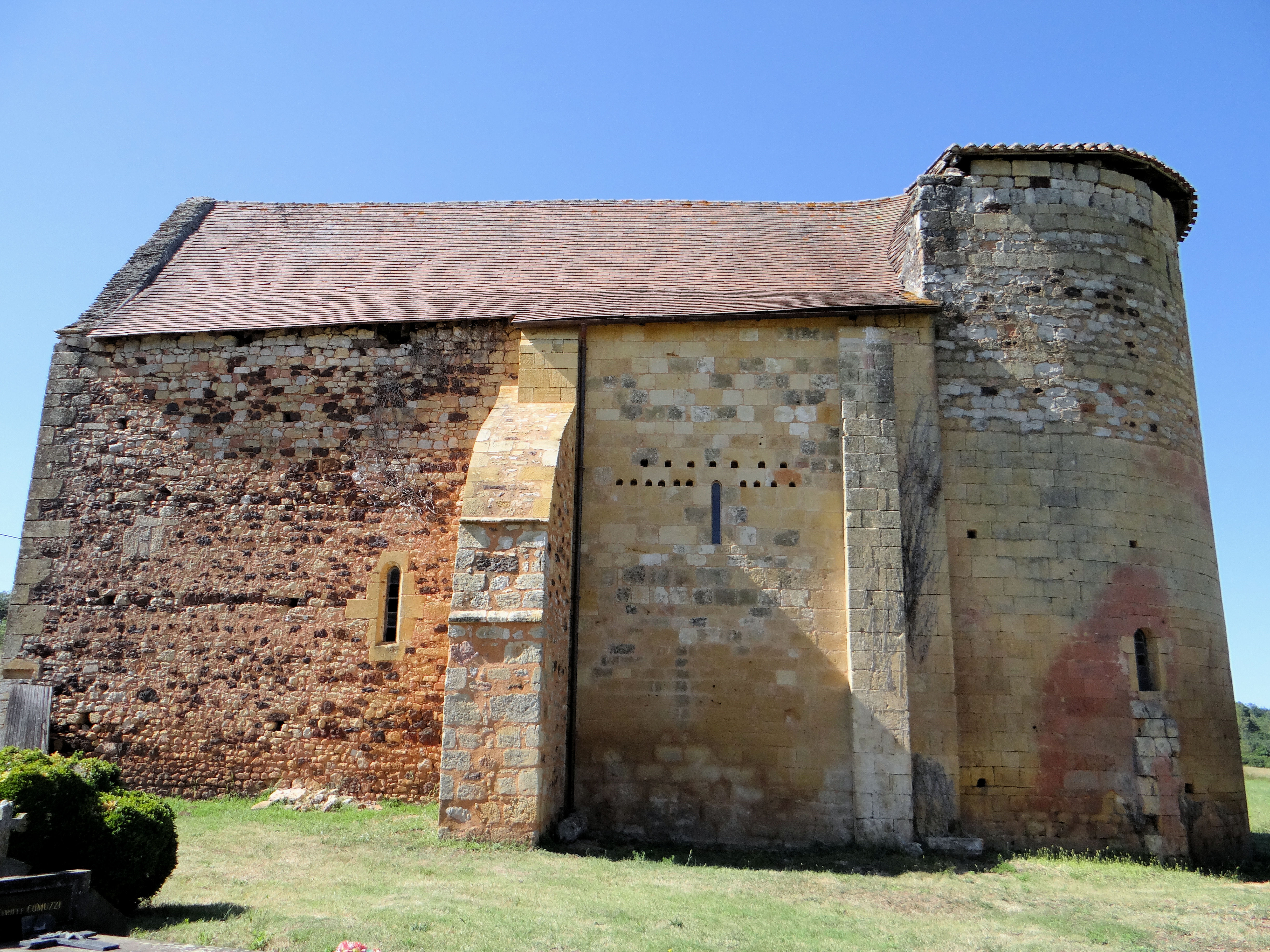
圣巴泰莱米教堂
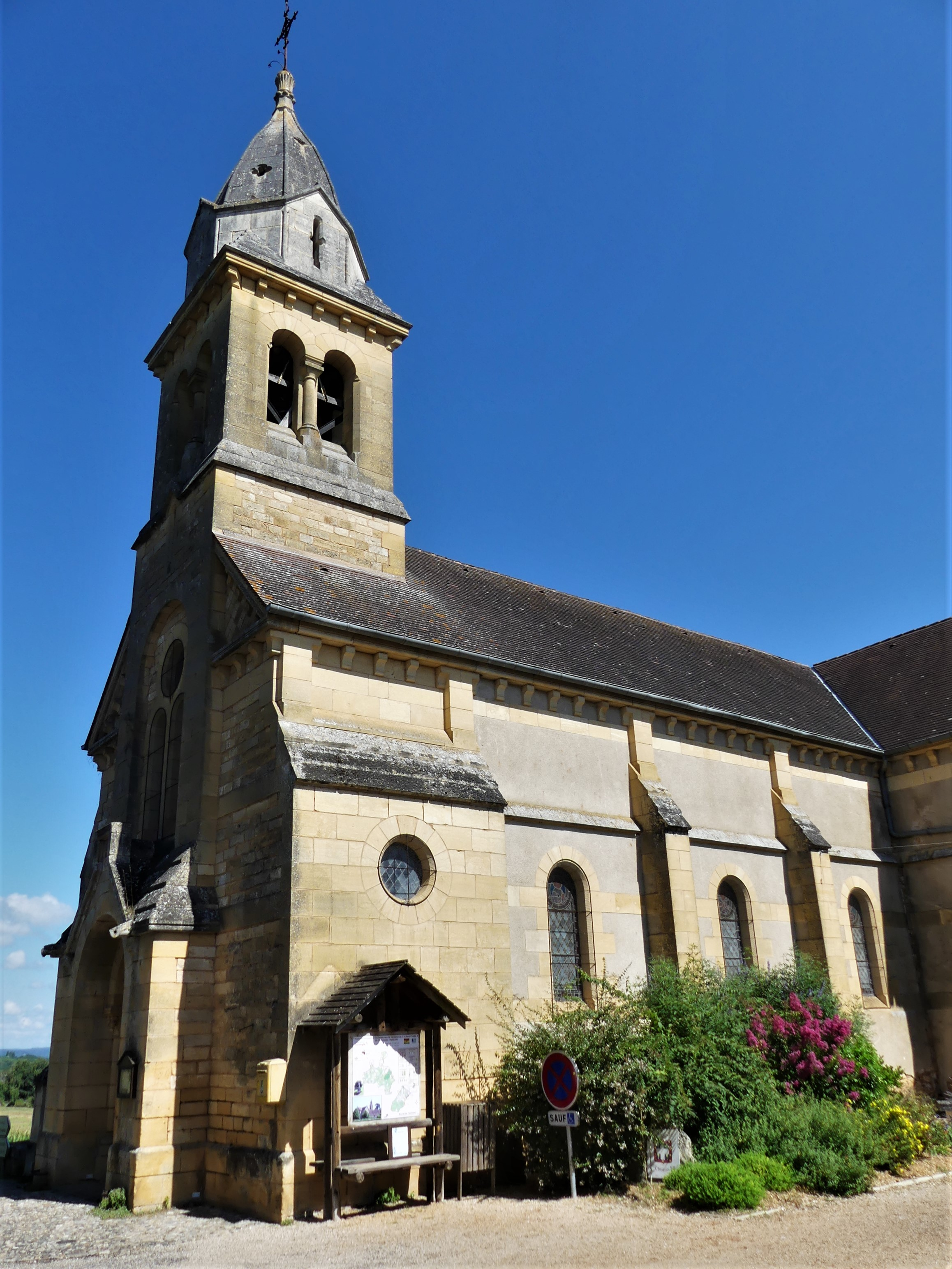
圣母升天教堂
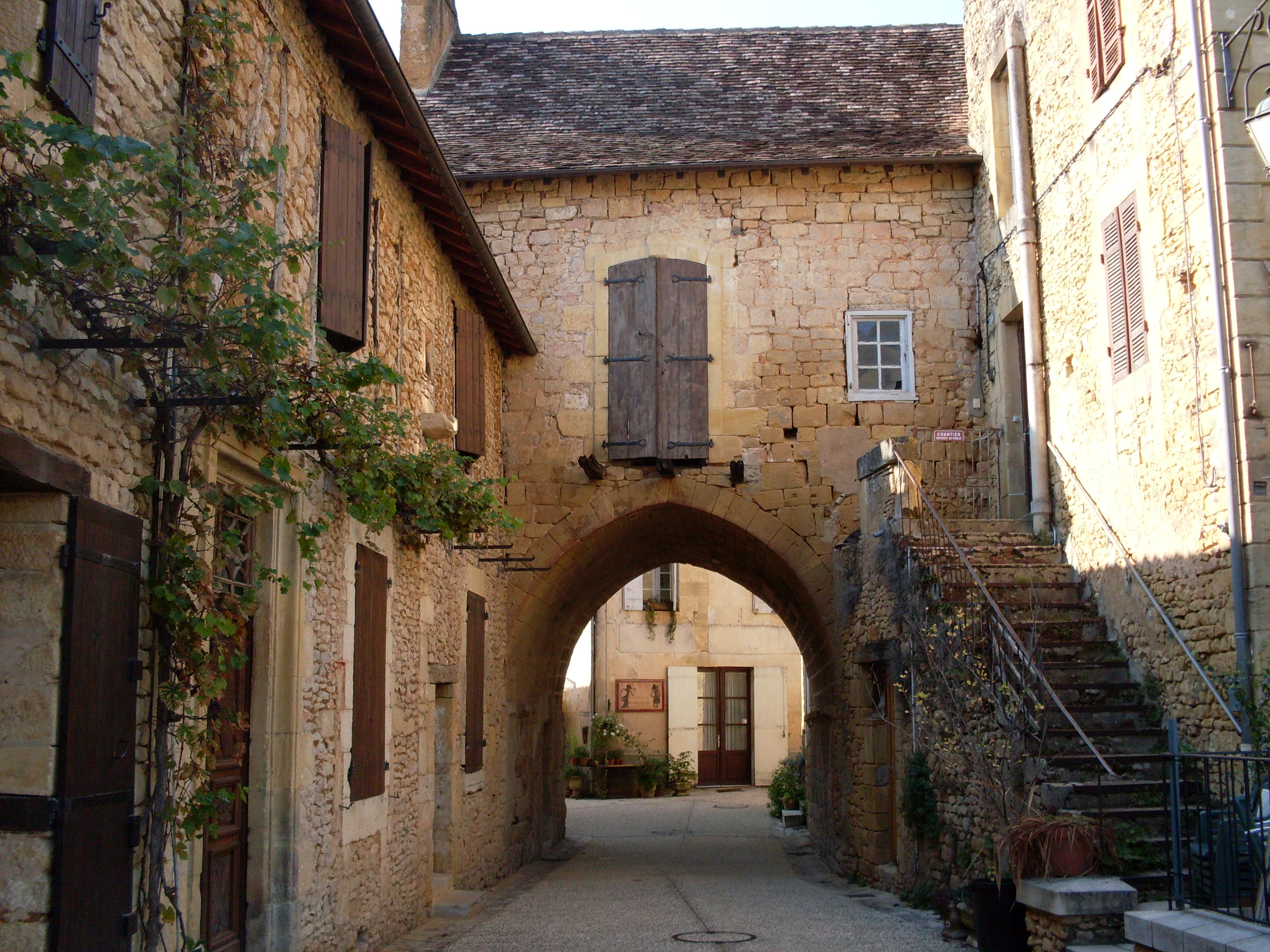
古城门
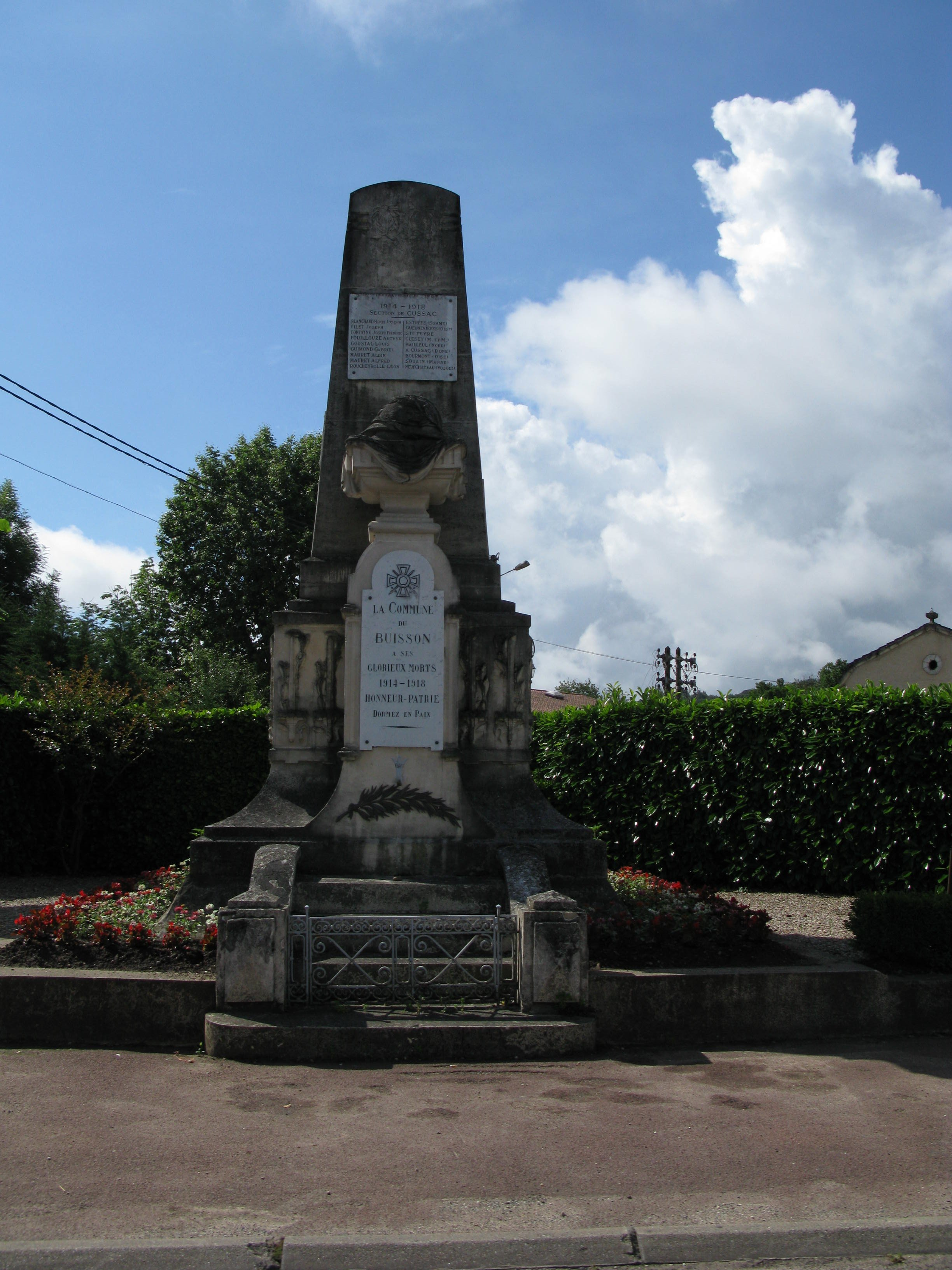
烈士纪念碑

### 旅游
勒比松德卡杜安的旅游事务由其所属的莱巴斯蒂德多尔多涅佩里戈尔市镇公共社区负责。2021年，勒比松德卡杜安境内共有2家酒店共计28间房间；另有4个露营地，可容纳共280辆露营车。

### 媒体
法国主要的媒体均可在勒比松德卡杜安接收，法国电视三台下属的新阿基坦大区频道在部分时段播出勒比松德卡杜安所属区域的地方新闻。《西南报》、《多尔多涅自由报》、蓝色法兰西佩里格广播、伊萨贝尔广播等是当地主要的地方性媒体。

## 相关人物
法国电影家路易·德吕克出生于卡杜安。
法国作家皮埃尔·米尔蒙出生于勒比松。

## 友好城市
截至2022年5月，勒比松德卡杜安共与一座城市互为友好城市关系：
- 法國 奥伯奈姆